# Eccidio di Santa Giustina in Colle
L'eccidio di Santa Giustina in Colle, comune a nord di Padova, fu una strage compiuta da militari tedeschi il 27 aprile 1945. Costò la vita a ventiquattro tra civili e partigiani del comune e di quelli limitrofi, compresi i due sacerdoti della parrocchia. Diciassette o diciotto persone furono fucilate non lontano dalla parete sud della chiesa ed altre cinque in diverse zone del paese, ma nel numero complessivo delle vittime vengono abitualmente compresi anche due abitanti del paese uccisi a Villa del Conte. Due giorni dopo, quest'ultima località e i vicini comuni di San Giorgio in Bosco, San Martino di Lupari e Castello di Godego furono teatro di una seconda e più efferata rappresaglia nazifascista, che fece circa 125 vittime fra civili e partigiani. La maggior parte di costoro cadde per mano di militari della 29ª Panzergrenadier Division "Falcke", agli ordini del generale Fritz Polack, in precipitosa ritirata dal fronte.
Ormai in rotta, le truppe tedesche spesso rispondevano ai boicottaggi e alle imboscate partigiane con atti di crudeltà. Inizialmente si ritenne che a scatenare l'ira dei tedeschi fosse stata l'uccisione di due soldati per mano dei partigiani locali. I tedeschi, come misura di ritorsione, avrebbero applicato le spietate disposizioni di Kesselring ("dieci italiani uccisi per ogni tedesco morto"), passando per le armi, nel pomeriggio del 27 aprile, una ventina di uomini del posto, insieme al parroco ed al giovane cappellano.
In un secondo momento ha preso piede la versione secondo cui non furono le direttive di Kesselring a determinare la strage, bensì sia stato il desiderio di vendetta della collaborazionista Ada Giannini e la volontà dei tedeschi di punire il paese per l'insurrezione partigiana e insieme di garantire l'agibilità delle strade in vista della ritirata dei loro commilitoni dal fronte.
All'inizio del XXI secolo, la disponibilità di nuovi documenti dell'epoca porta a dedurre che l'eccidio non sia stata una ritorsione nazista per l'avvenuta uccisione di due militari ad opera dei partigiani agli ordini di Graziano Verzotto. Secondo lo storico Egidio Ceccato, infatti, un solo soldato germanico avrebbe perso la vita a Santa Giustina in Colle nei giorni dell'insurrezione – precisamente il 26 aprile – e poiché il suo cadavere fu provvisoriamente inumato nel locale cimitero, i commilitoni sopraggiunti non sarebbero venuti a conoscenza della sua sorte. A suo giudizio, sul processo di colpevolizzazione dei resistenti locali avrebbe influito molto anche il convincimento popolare che i partigiani dovessero riservare "ponti d'oro al nemico che fugge", mentre è storicamente assodato che le direttive alleate prevedevano l'esatto contrario. In ogni caso il massacro sarebbe stato opera di militari del presidio germanico di Castelfranco Veneto e non di soldati della Wehrmacht in ritirata dal fronte.

## Gli eventi

### Il 25 e il 26 aprile
Secondo il diario storico della 3ª Brigata "Damiano Chiesa", agli ordini di Graziano Verzotto, a Santa Giustina in Colle le operazioni insurrezionali sarebbero iniziate il mattino del 25 aprile 1945 per iniziativa dei pochi "garibaldini" del paese e dei più numerosi patrioti "bianchi", determinando la «uccisione di due appartenenti alla brigata nera di Villa del Conte e il ferimento di un terzo». Da alcuni studiosi questi eventi non sono considerati pertinenti sul piano territoriale ed in ogni caso non avrebbero minimamente inciso sulla rappresaglia nazifascista del 27 aprile.
Il giorno 26 aprile nella vicina frazione di Fratte, presso la Villa Custoza, sede di un piccolo contingente di militari germanici, gli insorti chiesero la resa ai tedeschi, che la rifiutarono dando il via ad una serie di scontri, cui parteciparono anche i garibaldini di Villa del Conte assieme ai più numerosi partigiani bianchi della 3ª Brigata "Damiano Chiesa", tra cui il vicecomandante Fausto Rosso. Dopo un lungo conflitto a fuoco, alcuni soldati nazisti si diedero alla fuga, tuttavia il caposaldo resistette. Secondo il diario storico della brigata, durante lo scontro si sarebbero avuti l'uccisione di un soldato tedesco e la cattura di un altro. Secondo altre fonti, invece, entrambi i soldati - due portaordini - sarebbero rimasti uccisi. In ogni caso la salma o le salme vennero prima spostate nel cimitero comunale e sommariamente sepolte, in attesa di essere riesumate e poste in due bare commissionate dal parroco don Giuseppe Lago. 
Una volta disarmati i tedeschi del locale presidio e innalzato il tricolore sulle scuole del capoluogo e sul municipio, gli insorti di S. Giustina si misero a scrivere sui muri slogan come: "Morte a Hitler! Abbasso i tedeschi!". Verso le ore 9:00 attaccarono senza successo il presidio germanico insediato in villa Custoza, a metà strada fra il capoluogo e la frazione di Fratte. I militari che lo difendevano abbandonarono la postazione solo a sera quando, unitamente ad altri commilitoni giunti da Camposampiero, ripiegarono in direzione di Onara. Nel primo pomeriggio gli insorti effettuarono un'incursione a Camposampiero e nel corso della giornata respinsero un contrattacco di soldati del presidio di Villa del Conte, armati di mitragliatrice. Procedettero poi al disarmo di diversi militari tedeschi in ritirata dal fronte a bordo di camion, automobili e motociclette. Viene collocata attorno alle ore 19:00 e nei pressi di villa Custoza l'uccisione, sembra a sangue freddo, del militare tedesco, un portaordini catturato mentre era di ritorno da una missione a Villa del Conte. Su consiglio del parroco don Giuseppe Lago la sua salma venne provvisoriamente tumulata in cimitero. Si trattava del quarantunenne Rudolf Beck, originario di Stoccarda, i cui resti furono recuperati dai familiari nel 1964.
Nel frattempo, da sud giunsero altre truppe tedesche, in ritirata verso l'Austria dal fronte sugli Appennini. I partigiani decisero di accerchiarli, catturandone circa cinquanta e impossessandosi dei loro mezzi e materiali.
Stando alla cronistoria del parroco di Fratte don Vittorio Fabris, il contrattacco nazifascista, ad opera di militari provenienti da Castelfranco Veneto e di brigate nere della zona, si profilò già nel pomeriggio del 26 aprile. A bordo di due camion e col supporto di militi delle brigate nere della zona, i tedeschi ripresero il controllo del centro abitato di Camposampiero e alla sera fecero una puntata verso la frazione del paese. Interrotte dal sopraggiungere delle tenebre, il grosso delle operazioni militari vennero riprese l'indomani mattina.

### Il 27 aprile
Durante la notte, tuttavia, i tedeschi e le Brigate Nere di Castelfranco Veneto e di Camposampiero si mossero per un'azione punitiva nei confronti delle formazioni partigiane locali. Di mattino presto i patrioti agli ordini di Graziano Verzotto bloccarono un camion di tedeschi proveniente dal fronte e intorno alle ore 9:30-10:00 ne catturarono un altro provvisto di rimorchio adibito a cucina, facendo prigionieri quattro soldati ed un'ausiliaria toscana di nome Ada Giannini. Credendo di aver definitivamente sconfitto i tedeschi, i partigiani decisero di andare a riposare, lasciando a guardia del presidio una trentina di uomini, mentre la maggior parte di loro rientrò alle proprie abitazioni per riposare.
Mentre li stavano interrogando, intorno alle ore 10:30 sopraggiunse, a bordo di due camion, un numero imprecisato di soldati tedeschi del presidio di Castelfranco Veneto appoggiati da alcuni brigatisti neri della zona (secondo altre fonti le SS in divisa e in borghese erano un centinaio, si sparpagliarono per la campagna circostante e piombarono sull'abitato all'improvviso.). Dopo aver opposto una debole resistenza i partigiani di Santa Giustina – i trenta del presidio – si dispersero nella campagna circostante. Nel breve scontro rimase gravemente ferito al ventre Fausto Rosso, il vice-comandante del primo battaglione della 3ª Brigata "Damiano Chiesa". Trasportato in canonica e munito dei conforti religiosi, spirò qualche tempo dopo non si sa se per la gravità delle ferite riportate o per un colpo di grazia sparato dai tedeschi. Rimasti padroni della situazione, i tedeschi liberarono i commilitoni fatti prigionieri e l'ausiliaria Ada Giannini, poi si sparpagliarono per le case del paese alla ricerca dei partigiani e del loro comandante. Molte abitazioni vicine al centro vennero depredate e una cinquantina tra giovani e adulti, catturati come ostaggi, furono allineati lungo la parete sud della chiesa parrocchiale.

### L'eccidio
Verso mezzogiorno, i tedeschi tentarono di stanare una vedetta partigiana rifugiatasi in cima al campanile, forzandone la porta, e infine appiccandovi il fuoco. In seguito perlustrarono il paese, costrinsero ad uscire di casa gli uomini che vennero raggruppati sul terrapieno della chiesa. Durante il rastrellamento, Egidio Basso e Alfonso Geron tentarono la fuga, venendo subito uccisi. Dalla canonica furono trascinati fuori anche il parroco don Giuseppe Lago e il suo cappellano don Giuseppe Giacomelli, insediatosi in parrocchia solo da qualche settimana, e costretti a portarsi sul sagrato dov'erano radunati già tra i quaranta e i cinquanta uomini. Poco dopo le 13:00, un graduato tedesco scelse 18 persone – tra cui i due sacerdoti e alcuni ragazzi non ancora diciottenni – e li spostò sotto la spianata, vicino al campanile, costringendoli ad allinearsi contro un muretto di cinta, con le mani dietro la nuca.
Da questo momento ebbe inizio la decimazione, eseguita, pare, da un sottufficiale delle SS, che colpiva le vittime alla testa con una rivoltella. L'arciprete impartì l'assoluzione sacramentale ai condannati e, a sua volta, la ricevette dal cappellano. Pare che la prima vittima sia stato Mario Zoccarato di San Giorgio delle Pertiche, che si trovava casualmente a Santa Giustina in Colle assieme ad Angelo Munaro, anch'egli tra le vittime, per richiedere rinforzi. I due sacerdoti furono uccisi per ultimi: don Giacomelli ricevette tre colpi alla testa e don Lago un colpo in bocca. L'esecuzione fu ultimata verso le 13:30, anche se qualche fonte fa continuare la strage fino alle ore 15:00. Tra queste il diario di Luigi Bragadin, un testimone oculare scampato miracolosamente al massacro, e la biografia di don Giuseppe Lago pubblicata da padre Antonio Alessi.

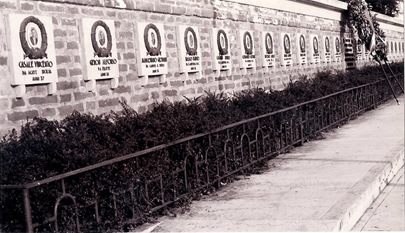
S. Giustina in Colle: lapidi dedicate alle vittime dell'eccidio del 27 aprile 1945

Diciassette furono gli ostaggi fucilati nei pressi della chiesa: dieci civili e sette partigiani. Fra questi anche il maestro Vito Filipetto di Camposampiero, esponente della locale Democrazia cristiana.

### Gli ultimi fatti
Nel tardo pomeriggio del 27 aprile, probabilmente dopo aver compiuto l’eccidio di Santa Giustina in Colle, come continuazione della rappresaglia le truppe tedesche compirono due distinti raid: uno a San Giorgio in Bosco, l’altro a Villa del Conte.
Presso San Giorgio in bosco, verso le 17:00, dopo un conflitto a fuoco con in partigiani, i tedeschi uccisero due civili, Liberale Cagnin di quarant'anni, fucilato, e Assunta Triburziano di vent'anni colpita dai Tedeschi di fronte alla sua abitazione.
Presso Villa del Conte tra le 17:00 e le 20:00 vennero uccisi sette civili: Angelo Cavinato, che stava passando in via Guizze, Angelo Piantella, mentre si accingeva ad entrare presso la propria abitazione, Bruno Morosinotto, in piazza Vittoria e in via Piovego venne colpito a morte Giovanni Comacchio; prelevati presso il mulino Benettello, vennero portati fuori dall'edificio e uccisi con un colpo alla nuca il proprietario del mulino Ermenegildo Benettello, il suo mezzadro Attilio Casarin e il medico veterinario Ettore Zara, che si offrì al posto del figlio Giorgio.
Infine, non può essere escluso che Dante Giobatta, trovato assassinato dai tedeschi presso la pubblica strada verso le ore 13:00, come risulta dal registro dei defunti della parrocchia di Arsego di San Giorgio delle Pertiche, sia una vittima degli stessi rastrellatori di Santa Giustina.
Con riferimento all'episodio accaduto presso Villa del Conte, lo storico Egidio Ceccato, riprendendo la relazione della Brigata Garibaldi sui fatti del 27 aprile, afferma che le truppe tedesche si siano recate presso questo comune dopo l'eccidio di Santa Giustina in Colle per vendicare due commilitoni uccisi. È comunque di interesse il racconto del figlio di Ermenegildo Benettello, Giorgio, che nella sua ricostruzione degli eventi di quei giorni fatta ai carabinieri, raccontò che, il giorno precedente, dei partigiani, senza vittime, avevano sgombrato un nucleo di tedeschi alloggiati presso la loro proprietà. Non si può quindi escludere una correlazione con questo episodio.
È probabile quindi che l'operazione presso il mulino sia una azione di rappresaglia contro civili da parte delle forze nazifasciste di Castelfranco e non della Panzergrenadier Division "Falcke" in ritirata da Comacchio a cui viene talvolta attribuita, alla quale comunque, senza ombra di dubbio va attribuita la responsabilità dell'eccidio di Castello di Godego del 29 aprile nel quale vennero uccisi, comprendendo anche gli episodi ad essa connessi sempre a Villa del Conte, Sant'Anna Morosina, Abbazia Pisani, San Martino di Lupari, almeno 150 civili.
Delle vittime di questi due raid solo Attilio Casarin e Giovanni Comacchio sono menzionati, in quanto cittadini di Santa Giustina in Colle, nelle lapidi dedicate da questo comune alle vittime dell'eccidio del 27 aprile 1945.
Il totale dei residenti di Villa del Conte uccisi dai tedeschi tra il 27 e il 29 aprile del 1945 è di 29 persone, 3 donne e 26 uomini, tutti civili, come dichiarato da Silvio Girotto, all'epoca sindaco di Villa del Conte.

## Responsabilità
Ispirate a logiche agiografiche tendenti ad elevare i due religiosi uccisi a martiri della fede e del dovere sacerdotale, le due prime pubblicazioni uscite sull'eccidio – vale a dire Pastore eroico (1961) e Vocazione eroismo (1985) di padre Antonio Alessi – appaiono del tutto inattendibili sul piano storiografico. Anche se l'uccisione degli ostaggi fu opera esclusiva dei tedeschi, quella di Santa Giustina in Colle dev'essere considerata una strage nazifascista a tutti gli effetti. Furono infatti i fascisti della zona a richiedere l'intervento dei militari germanici di Castelfranco Veneto, dato che quelli di Padova era impegnati nelle trattative di resa, ed anche a premere per una solenne punizione degli insorti. Il rastrellamento di civili casa per casa sembra aver costituito un ripiego, una volta verificata l'impossibilità di mettere le mani sui responsabili dell'insurrezione. I tempi particolarmente dilatati e il carattere metodico delle esecuzioni documentano una volontà tedesca di impartire una severa lezione a tutta la popolazione del paese. L'esatto contrario di quanto avvenuto due giorni dopo ad Abbazia Pisani, frazione di Villa del Conte, quando la scoperta del cadavere di un loro commilitone spinse i militari tedeschi della divisione "Falcke" a sparare all'impazzata contro i primi civili paratisi loro dinanzi.
Per alcuni versi l'eccidio è stato ricondotto alla volontà nazista di punire autori e complici di un'insurrezione partigiana, che pregiudicava la sicurezza delle vie di comunicazione sulle quali stavano per defluire le truppe tedesche in precipitosa ritirata dal fronte. Il numero delle vittime fu senz'altro incrementato dalla volontà di rivalsa dei militari del locale presidio, precedentemente disarmati e derisi dagli insorti, nonché di Ada Giannini, derubata del denaro e forse anche malmenata. Un terzo movente va probabilmente individuato nel risentimento dei fascisti della zona nei confronti di Graziano Verzotto, il comandante partigiano che aveva violato gli impegni assunti nel dicembre del 1944, dai quali evidentemente essi si attendevano una fuoruscita indolore dal ventennio fascista e dalla guerra civile. Non trova altra spiegazione la brutale uccisione del parroco don Giuseppe Lago e del cappellano don Giuseppe Giacomelli. Al pari del maestro Vito Filipetto, esponente della locale Democrazia Cristiana, i due sacerdoti potrebbero essere stati soppressi perché considerati – a torto o a ragione – mallevadori del compromesso mediato da altri esponenti del clero e della Democrazia Cristiana padovani, non raggiungibili in quel momento. In effetti Vito Filipetto aveva attivamente collaborato col parroco di San Marco di Camposampiero, don Antonio Dal Santo, nell'arruolamento di giovani cattolici nella nuova formazione patriottica costituita in contrapposizione a quella garibaldina, a guida comunista. Pur arrivato in parrocchia solo pochi mesi prima, don Giacomelli aveva personalmente accompagnato Verzotto alle trattative con l'allora comandante della brigata nera di Camposampiero, Tommaso Calvi. Nella persona del parroco don Lago, rimasto sempre estraneo alla resistenza, i nazifascisti intesero probabilmente vendicarsi degli esponenti della Curia padovana – in primis il cancelliere vescovile don Mario Zanchin e il cappellano militare della famigerata banda Carità don Ugo Orso – che avevano propiziato gli accordi del dicembre 1944.
Per aver aggravato le difficoltà economiche di molte famiglie del paese e privato l'intera comunità parrocchiale delle sue riconosciute guide in campo spirituale e temporale, l'eccidio del 27 aprile contribuì non poco a sedimentare a Santa Giustina in Colle un diffuso risentimento anti partigiano e un'immagine deteriore della Resistenza e della stessa Insurrezione, elevata dalla Repubblica italiana a festa della liberazione. Un riscontro indiretto lo si ebbe con la strepitosa vittoria della monarchia (87,5% dei consensi, probabile secondo comune "monarchico" a livello nazionale, dopo Calatabiano, in provincia di Catania) al referendum istituzionale del 2 giugno 1946. Le autorità locali non fecero alcun serio tentativo di dare un nome al comandante tedesco responsabile della rappresaglia e nemmeno ai fascisti della zona, che l'avevano supportato. A pagare per tutti fu una forestiera, cioè la toscana Ada Giannini. Condannata il 3 marzo 1947 dalla Corte d'Assise straordinaria di Padova a trent'anni di carcere per aver istigato i tedeschi alla rappresaglia e vilipeso il cadavere del parroco, la giovane donna ne scontò una decina, avendo anch'essa alla fine beneficiato di un'amnistia.
Contraddizioni presenti nei resoconti storici, in particolare riguardanti l'orario del rastrellamento (che varia tra le 9:30 del mattino e le 12:00), il numero dei soldati tedeschi giunti in paese il 27 aprile per compiere la rappresaglia (valutato da alcuni in circa 40 soldati, da altri in centinaia), il numero degli ostaggi raccolti prima dell'esecuzione e il numero dei tedeschi effettivamente uccisi (da uno a quattro), hanno alimentato il sospetto che vi sia stata una manipolazione della narrazione insurrezionale da parte dei partigiani protesa ad occultare i pretesti da essi forniti alla strage. In particolare lo storico Egidio Ceccato ritiene che un peso non indifferente l'abbia avuto volontà dei nazi-fascisti di vendicarsi della rottura del patto di non belligeranza stipulato da Graziano Verzotto, comandante della 3ª Brigata "Damiano Chiesa", con fascisti e tedeschi nel dicembre del 1944. Altri, infine, valorizzando la denuncia firmata da Graziano Verzotto nei confronti di Ada Giannini nell'ottobre del 1945, in cui si legge "la Giannini ed altri tre tedeschi rimasero prigionieri, ma dopo tre ore ci piombò addosso una preponderante formazione di SS tedesche armatissime, le quali, saputo da alcuni che ci erano in precedenza sfuggiti dal nostro colpo, [un assalto a camion tedeschi alla mattina n.d.r.]  erano scese per riavere i compagni e per compiere una paurosa rappresaglia ammonitrice", ritengono che la causa della strage possa essere ricercata in tali gesta piuttosto che nell'uccisione di due soldati tedeschi il giorno 26 aprile. La maggioranza degli studiosi, tuttavia, basandosi sulle modalità della strage e le circostanze riferite dai testimoni oculari, rimane del parere che la stessa abbia costituito una rappresaglia tedesca per l'uccisione di due militari della Wehrmacht il giorno precedente, e ritiene che ai partigiani possa muoversi il rimprovero di aver voluto occupare il paese troppo precipitosamente, senza fare i conti con le forze nemiche circostanti.

## Vittime
Le vittime dell'eccidio sono le seguenti:
- Giovanni Ballan, contadino, anni 32
- Egidio Basso, contadino, anni 16
- Mario Beghin, contadino, anni 17
- Dino Bertolo, panettiere, anni 30
- Gino Binotto, contadino, anni 17
- Rinaldo Binotto, contadino, anni 31
- Vincenzo Casale, contadino, anni 37
- Attilio Casarin (ucciso a Villa del Conte)
- Giovanni Comacchio (ucciso a Villa del Conte)
- Davide Dalla Bona, contadino, anni 34
- Vito Filipetto, insegnante, anni 31
- Valentino Fiscon, falegname, anni 17
- Alfonso Geron, contadino, anni 33
- don Giuseppe Giacomelli, cappellano, anni 30
- don Giuseppe Lago, parroco, anni 64
- Igino Luisetto, contadino, anni 20
- Mauro Manente, muratore, anni 31
- Giovanni Marconato, contadino, anni 26
- Angelo Munaro, bracciante, anni 27
- Vittorio Martelozzo, fabbro, anni 28
- Angelo Pegoraro, contadino, anni 33
- Giovanni Ortigara, studente, anni 17
- Fausto Rosso, contadino, anni 26
- Mario Leone Zoccarato, contadino, anni 21